# Július Mudroň
Július Mudroň (13. července 1920 Liptovský Hrádok – 27. dubna 1945 Balice) byl slovenský pilot, účastník Slovenského národního povstání a příslušník 1. československé smíšené letecké divize.

## Život

### Před druhou světovou válkou
Júlis Mudroň se narodil 13. července 1920 v Liptovském Hrádku v rodině strojvedoucího místní úzkorozchodné lesní železnice. Vystudoval gymnázium a začal pracovat u státních lesů.

### Druhá světová válka
Po rozpadu Československa nastoupil Július Mudroň do pilotního výcviku v aeroklubu ve Zvolenu a po jeho zdárném ukončení byl 10. ledna 1940 povolán na prezenční vojenskou službu do Piešťan. Dne 1. září 1941 zahájil studium v armádní Škole leteckého dorostu v Trenčianských Biskupicích, během něj došlo k jejímu přeložení do Banské Bystrice. Po jeho úspěšném dokončení zůstal ve škole na pozici instruktora. Po vypuknutí Slovenského národního povstání se k němu přidal. Na letišti Tri Duby působil jako pilot Kombinované letky. Před porážkou povstání byl společně s dalšími letecky přepraven do Sovětského svazu a zařazen do 2. československého stíhacího pluku. Dne 27. dubna 1945 zahynul během cvičného leteckého souboje na letišti v Balicích u Krakova. V Balicích je i pohřben. Dosáhl hodnosti rotného.